# Liste der Straßennamen von Bubesheim
Die Liste der Straßennamen von Bubesheim listet alle Straßennamen von Bubesheim auf.
In dieser Liste werden die Straßennamen den einzelnen Orten zugeordnet und kurz erklärt.
| Straßenname          | |
| -------------------- | --- |
| Am Drillbach         | benannt nach dem Bubesheimer Bach                                                                            |
| Am Flugplatz         | benannt nach dem angrenzenden ehemaligen Fliegerhorst Leipheim                                               |
| Am Grieshauptgraben  | benannt nach dem Grieshauptgraben, der östlich des Ortes verläuft                                            |
| Am Hohen Rain        | benannt nach dem Hang zum Tal des Bubesheimer Bachs                                                          |
| Am Weiherberg        | benannt nach dem Flurnamen Weiherberg                                                                        |
| An der Autobahn      | benannt nach der südlich des Ortes verlaufenden A 8                                                          |
| Beethovenstraße      | benannt nach Ludwig van Beethoven                                                                            |
| Birkenweg            | benannt nach den Baumarten der Birken                                                                        |
| Bleichenweg          | benannt nach dem Flurnamen Bleiche                                                                           |
| Blumenstraße         | |
| Bühler Weg           | benannt nach dem Dorf Bühl, in das die Verlängerung des Weges führt                                          |
| Dohlenstraße         | benannt nach den Vogelarten der Dohlen                                                                       |
| Eisvogelstraße       | benannt nach der Vogelart Eisvogel                                                                           |
| Falkenplatz          | benannt nach den Vogelarten der Falken                                                                       |
| Frühlingsweg         | benannt nach der Jahreszeit Frühling                                                                         |
| Gartenstraße         | |
| Goethestraße         | benannt nach Johann Wolfgang von Goethe                                                                      |
| Grottenau            | |
| Günzburger Straße    | benannt nach der Stadt Günzburg, in die die Verlängerung der Straße führt (Staatsstraße 2020)                |
| Industriestraße      | Straße im Industriegebiet von Bubesheim                                                                      |
| Kötzer Straße        | benannt nach den Dörfern Großkötz und Kleinkötz, in die die Verlängerung der Straße führt (Kreisstraße GZ 4) |
| Leipheimer Straße    | benannt nach der Stadt Leipheim, in die die Verlängerung der Straße führt (Kreisstraße GZ 4)                 |
| Mozartstraße         | benannt nach Wolfgang Amadeus Mozart                                                                         |
| Obere Bleiche        | benannt nach dem Flurnamen Bleiche                                                                           |
| Prälat-Kaiser-Straße | benannt nach Monsignore Kaspar Willibald Kaiser                                                              |
| Raiffeisenstraße     | benannt nach dem ehemaligen Raiffeisen-Lagerhaus und der gleichnamigen Bank am Anfang der Straße             |
| Remshardweg          | benannt nach dem Flurnamen Remshard                                                                          |
| Rosenweg             | benannt nach den Blumen                                                                                      |
| Schillerstraße       | benannt nach Friedrich Schiller                                                                              |
| Sperlingstraße       | benannt nach den Vogelarten der Sperlinge                                                                    |
| Sudetenstraße        | benannt nach dem Sudetenland                                                                                 |
| Tannenweg            | benannt nach der Baumart Tanne (Fußweg)                                                                      |
| Untere Lache         | benannt nach dem Flurnamen Untere Lache                                                                      |
| Von-Rehlingen-Straße | benannt nach der Augsburger Patrizierfamilie von Rehlingen                                                   |
| Wasserburger Straße  | benannt nach dem Nachbardorf Wasserburg (Kreisstraße GZ 18)                                                  |
| Wasserburger Weg     | benannt nach dem Nachbardorf Wasserburg                                                                      |
| Wiesenweg            | |
| Weißenhorner Straße  | benannt nach der Stadt Weißenhorn, in die die Verlängerung der Straße führt (Staatsstraße 2020)              |